# 洛夫特斯冰川
77°33′S 162°47′E / 77.550°S 162.783°E
洛夫特斯冰川（英語：Loftus Glacier）是南極洲的冰川，位於維多利亞地的斯科特海岸，流經韋安特山和麥列倫南山之間，最終注入維沃爾冰川，現時由南極條約體系管理。